# Geschützter Landschaftsbestandteil Feldgehölz westlich Hessinghausen
Der Geschützte Landschaftsbestandteil Feldgehölz westlich Hessinghausen mit einer Flächengröße von 0,48 ha liegt südöstlich von Messinghausen im Stadtgebiet von Marsberg. Das Gebiet wurde 2001 mit dem Landschaftsplan Hoppecketal durch den Kreistag des Hochsauerlandkreises als Geschützter Landschaftsbestandteil (LB) ausgewiesen. Der LB ist umgeben vom Landschaftsschutzgebiet Freiflächen bei Hessinghausen.

## Beschreibung
Der Landschaftsplan führt zum LB aus: „Im westlichen Teil der Freiflächen um Hessinghausen, die als Landschaftsschutzgebiet gesichert werden, stockt ein Feldgehölz auf einer flachgründigen Kuppe, das einerseits gliedernd und belebend in seinem Nahbereich wirkt, andererseits sogar von der Egge (südlich Rösenbeck) auffällt. Es stockt auf mitteldevonischem Diabas in 560 m Höhenlage. Der mit Baum- und Strauchschicht ausgebildete Bestand enthält einige standortfremde Fichten, die langfristig beseitigt werden sollten.“

## Schutzzweck
Der Landschaftsplan dokumentiert zum Schutzzweck:
„Als geschützte Landschaftsbestandteile werden Teile von Natur und Landschaft festgesetzt, soweit ihr besonderer Schutz
a) zur Sicherstellung der Leistungsfähigkeit des Naturhaushaltes,
b) zur Belebung, Gliederung oder Pflege des Orts- und Landschaftsbildes oder
c) zur Abwehr schädlicher Einwirkungen
erforderlich ist. Der Schutz kann sich in bestimmten Gebieten auf den gesamten Bestand an Bäumen, Hecken oder anderen Landschaftsbestandteilen erstrecken.“
Zu Verboten ist im Landschaftsplan aufgeführt:
„Nach § 34 Abs. 4 LG ist die Beseitigung eines geschützten Landschaftsbestandteils sowie alle Handlungen, die zu einer Zerstörung, Beschädigung oder Veränderung des geschützten Landschaftsbestandteils führen können, verboten.“
Mit dem Landschaftsplan wurde das Gebot erlassen:
„Die Geschützten Landschaftsbestandteile sind durch geeignete Pflegemaßnahmen zu erhalten, solange der dafür erforderliche Aufwand in Abwägung mit ihrer jeweiligen Bedeutung für Natur und Landschaft gerechtfertigt ist.“